# 안동 주하리 뚝향나무
안동 주하리 뚝향나무는 경상북도 안동시 와룡면 주하리에 있는 뚝향나무이다. 1982년 11월 4일 대한민국의 천연기념물 제314호로 지정되었다.

## 개요
향나무는 우리나라 중부 이남을 비롯해 울릉도와 일본 등지에 분포하고 있으며 강한 향기를 지니고 있어 제사 때 향을 피우는 재료로 쓰이거나 정원수, 공원수로 많이 심는 나무이다.
뚝향나무는 향나무와 비슷하지만 똑바로 자라지 않고 줄기와 가지가 비스듬히 자라다가 전체가 수평으로 자라는 것이 다르다.
안동 주하리의 뚝향나무는 나이가 500년 정도로 추정되며, 높이 3.2m, 둘레 2.25m의 크기이며 가지가 아래로 처지는 것을 막기위해 37개의 받침대를 세워서 관리하고 있다.
조선 세종(재위 1418∼1450) 때 선산부사를 지낸 이정(李楨)이 평안북도 정주판관으로서 약산성 공사를 마치고 귀향할 때 가지고 와서 심었던 세 그루 중 아직 남아 있는 한 그루라고 하며,『노송운첩』에 이에 대한 내력이 실려 있다고 한다.
안동 주하리의 뚝향나무는 오랜 세월동안 조상들의 관심과 보살핌 가운데 살아온 문화적·생물학적 자료로서의 가치가 높아 천연기념물로 지정·보호하고 있다.

## 참고 자료
- 안동 주하리 뚝향나무 - 국가유산청 국가유산포털
- 안동 주하리 뚝향나무 보관됨 2007-09-29 - 웨이백 머신 - 남북의 천연기념물